# Кульсари
Кульсари́ (каз. Құлсары) — місто, центр Жилиойського району Атирауської області Казахстану. Адміністративний центр та єдиний населений пункт Кульсаринської міської адміністрації.
Населення — 64458 осіб (2021; 51097 у 2009, 38518 у 1999, 32652 у 1989).
У місті є залізнична станція. Місто є центром нафтовидобувного району.

## Клімат
Місто знаходиться у зоні, котра характеризується кліматом тропічних степів. Найтепліший місяць — липень із середньою температурою 26.8 °C (80.2 °F). Найхолодніший місяць — січень, із середньою температурою -8.9 °С (16 °F).
| Клімат Кульсари         | Клімат Кульсари | Клімат Кульсари | Клімат Кульсари | Клімат Кульсари | Клімат Кульсари | Клімат Кульсари | Клімат Кульсари | Клімат Кульсари | Клімат Кульсари | Клімат Кульсари | Клімат Кульсари | Клімат Кульсари | Клімат Кульсари |
| Показник                | Січ.            | Лют.            | Бер.            | Квіт.           | Трав.           | Черв.           | Лип.            | Серп.           | Вер.            | Жовт.           | Лист.           | Груд.           | Рік             |
| Середня температура, °C | −8,9            | −8,7            | −0,7            | 11,1            | 19,1            | 24,1            | 26,8            | 24,4            | 17,8            | 8,3             | 1,7             | −4,4            | 9,2             |
| Норма опадів, мм        | 10.6            | 8.9             | 12              | 13.3            | 13.5            | 15.1            | 12.1            | 10.1            | 10.2            | 15.3            | 15.6            | 13.8            | 150.5           |
| Днів з опадами          | 8,5             | 6,5             | 6,4             | 5,3             | 5,1             | 5               | 4,6             | 3,7             | 4               | 6,3             | 7,1             | 8,9             | 71,4            |
| Вологість повітря, %    | 95.9            | 91.5            | 80.2            | 53.5            | 41.8            | 39.8            | 39              | 40.3            | 45.8            | 62.5            | 80.7            | 91.1            | 63.5            |
| ----------------------- | --------------- | --------------- | --------------- | --------------- | --------------- | --------------- | --------------- | --------------- | --------------- | --------------- | --------------- | --------------- | --------------- |
| Джерело: Weatherbase    |                 |                 |                 |                 |                 |                 |                 |                 |                 |                 |                 |                 |                 |